# Paul Günther (saltador)
Paul Günther (Hanôver, 24 de outubro de 1882 – Duisburgo, 13 de fevereiro de 1959) é um saltador alemão, campeão olímpico.

## Carreira
Günther competiu nos Jogos Olímpicos de Verão de 1912 em Estocolmo e venceu a prova masculina de trampolim de 3 metros com a pontuação total de 79.23. Em 1988, ele foi introduzido no International Swimming Hall of Fame.